# Brassolini
Tribu
Brassolini est une tribu de lépidoptères (papillons) de la famille des Nymphalidae et de la sous-famille des Morphinae.

## Historique et dénomination
Cette tribu a été décrite par l'entomologiste français Jean-Baptiste Alphonse Dechauffour de Boisduval en 1836.

### Synonymes
- Brassolinae
- Brassolidae

## Liste des genres
Sous-tribu Biina
- Bia Hübner, 1819

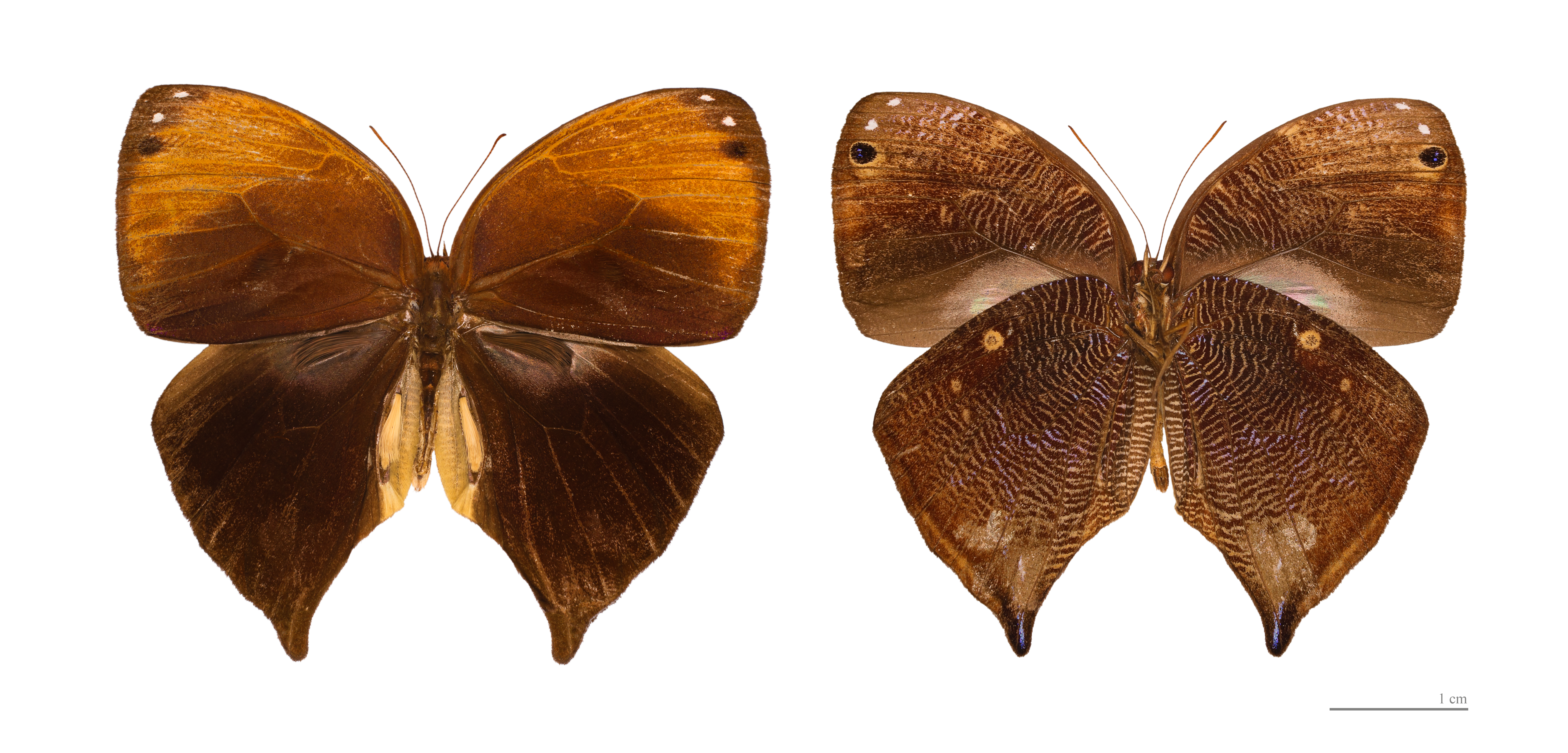
Bia actorion - espèce type pour le genre

Sous-tribu Brassolina
- Blepolensis
- Brassolis Fabricius, 1807
- Caligo Hübner, 1819
- Caligopsis
- Catoblepia Stichel, 1902
- Dasyophthalma
- Dynastor Doubleday, 1849
- Eryphanis Boisduval, 1870
- Mielkella
- Mimoblepia
- Opoptera
- Orobrassolis
- Opsiphanes Doubleday, 1849
- Penetes Doubleday, 1849
- Selenophanes Staudinger, 1887

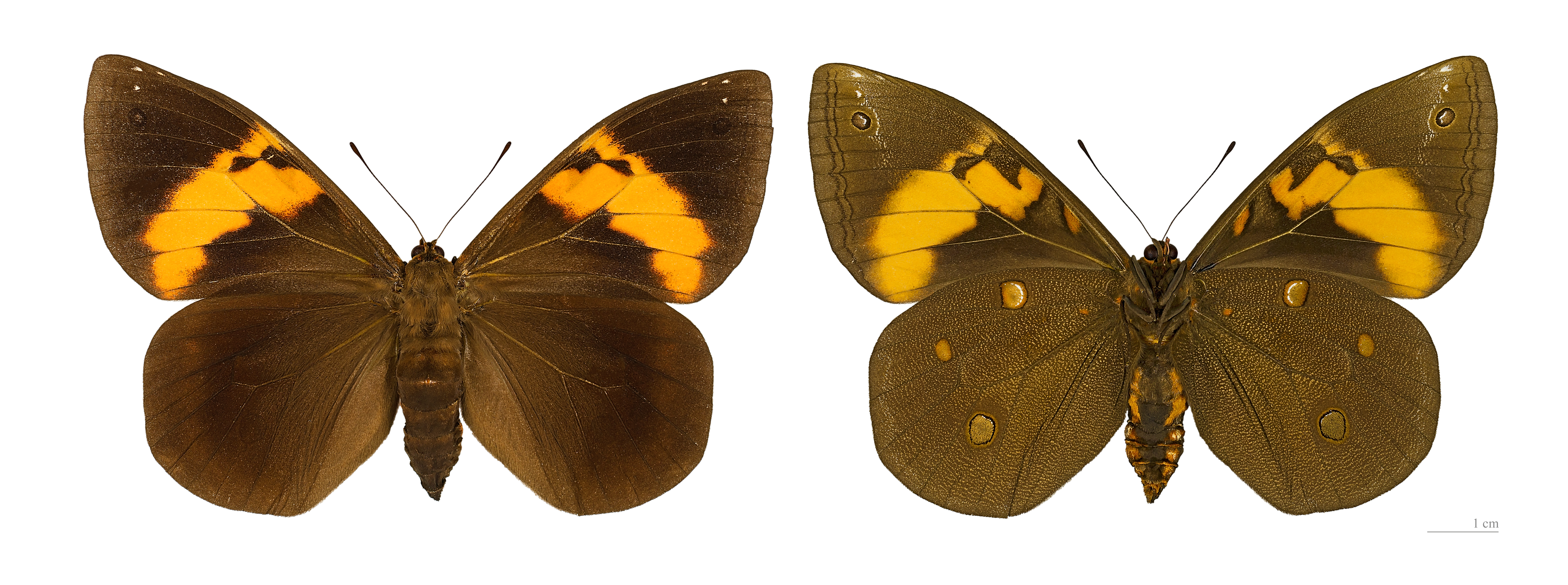
Brassolis sophorae
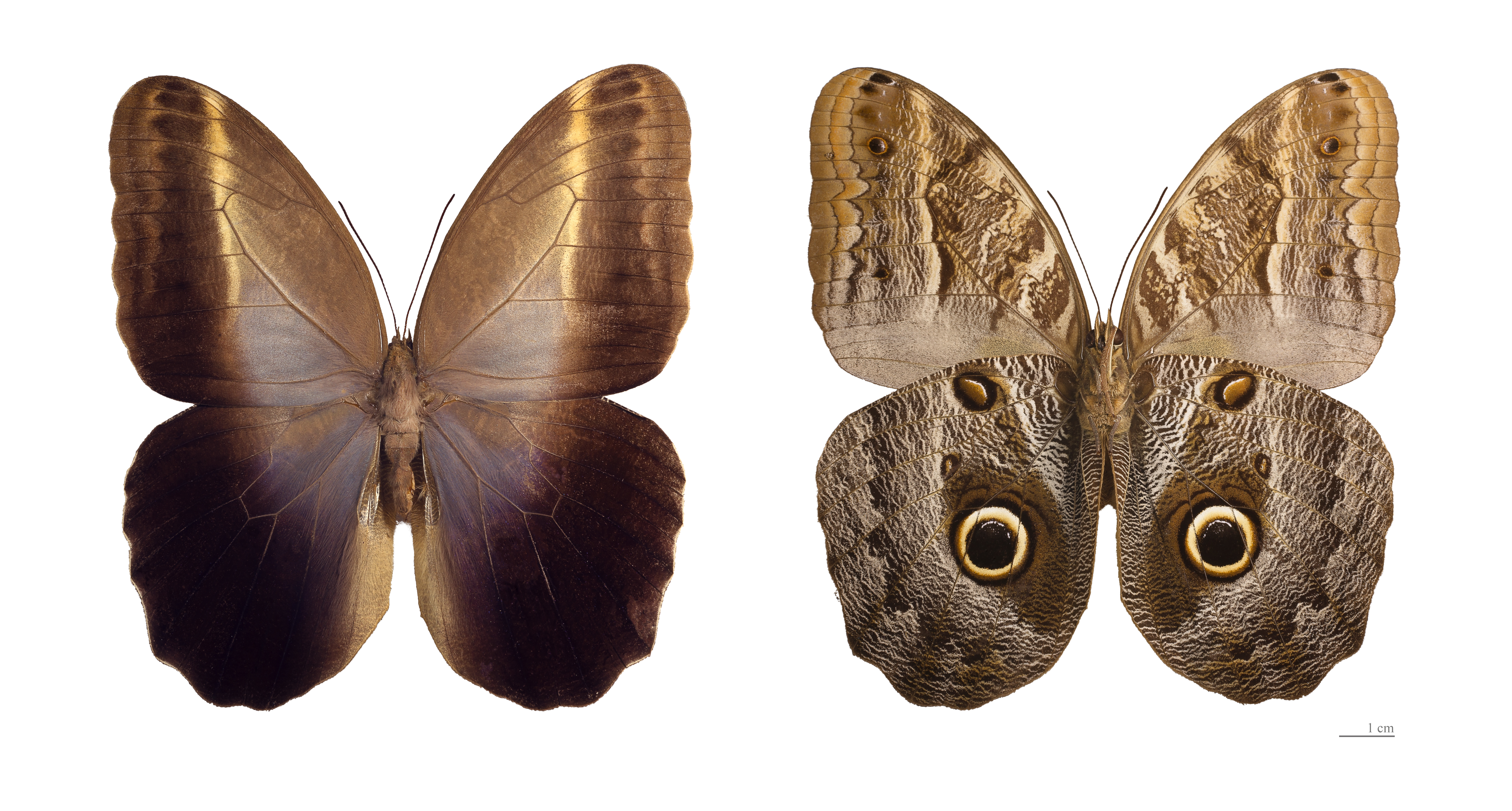
Caligo teucer
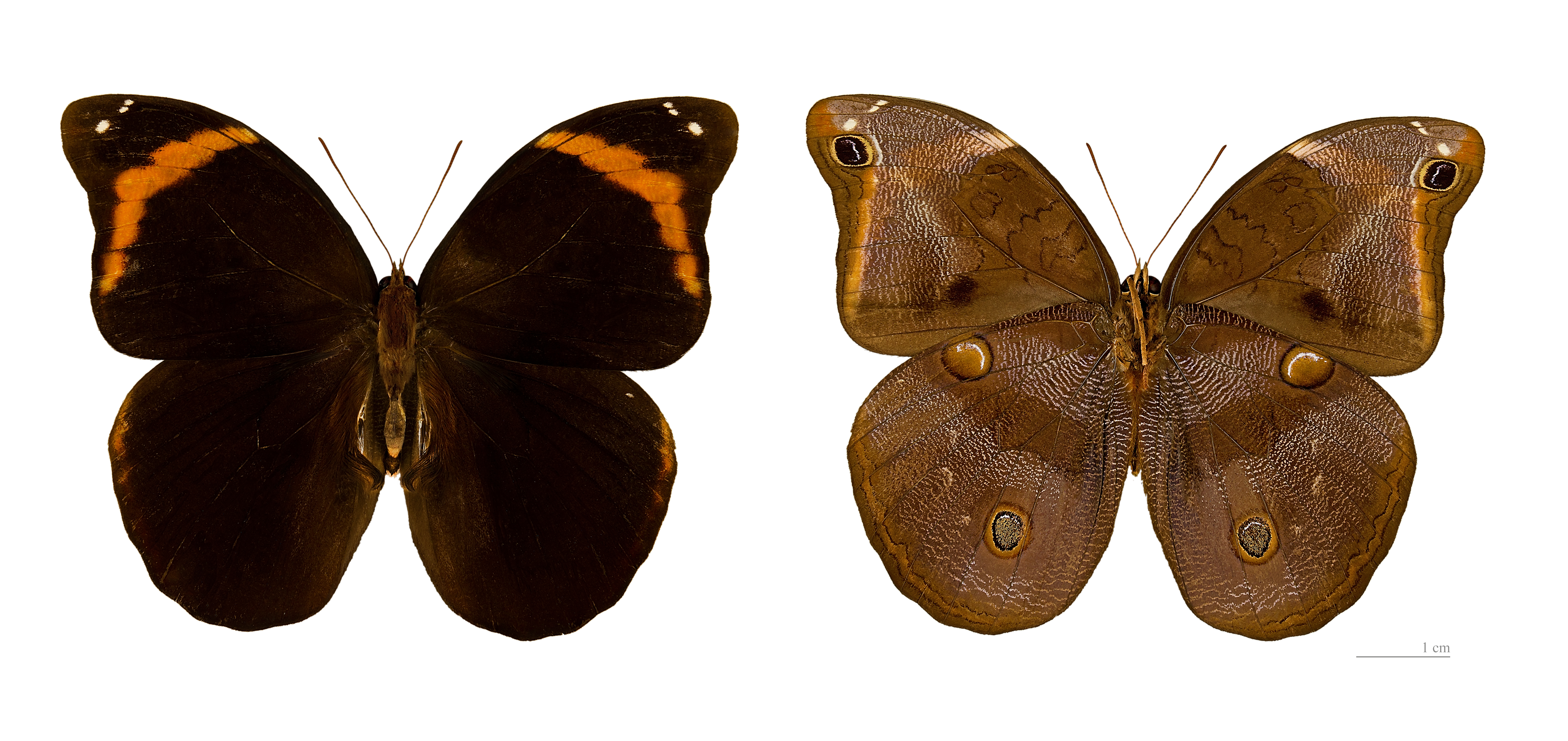
Catoblepia xanthus
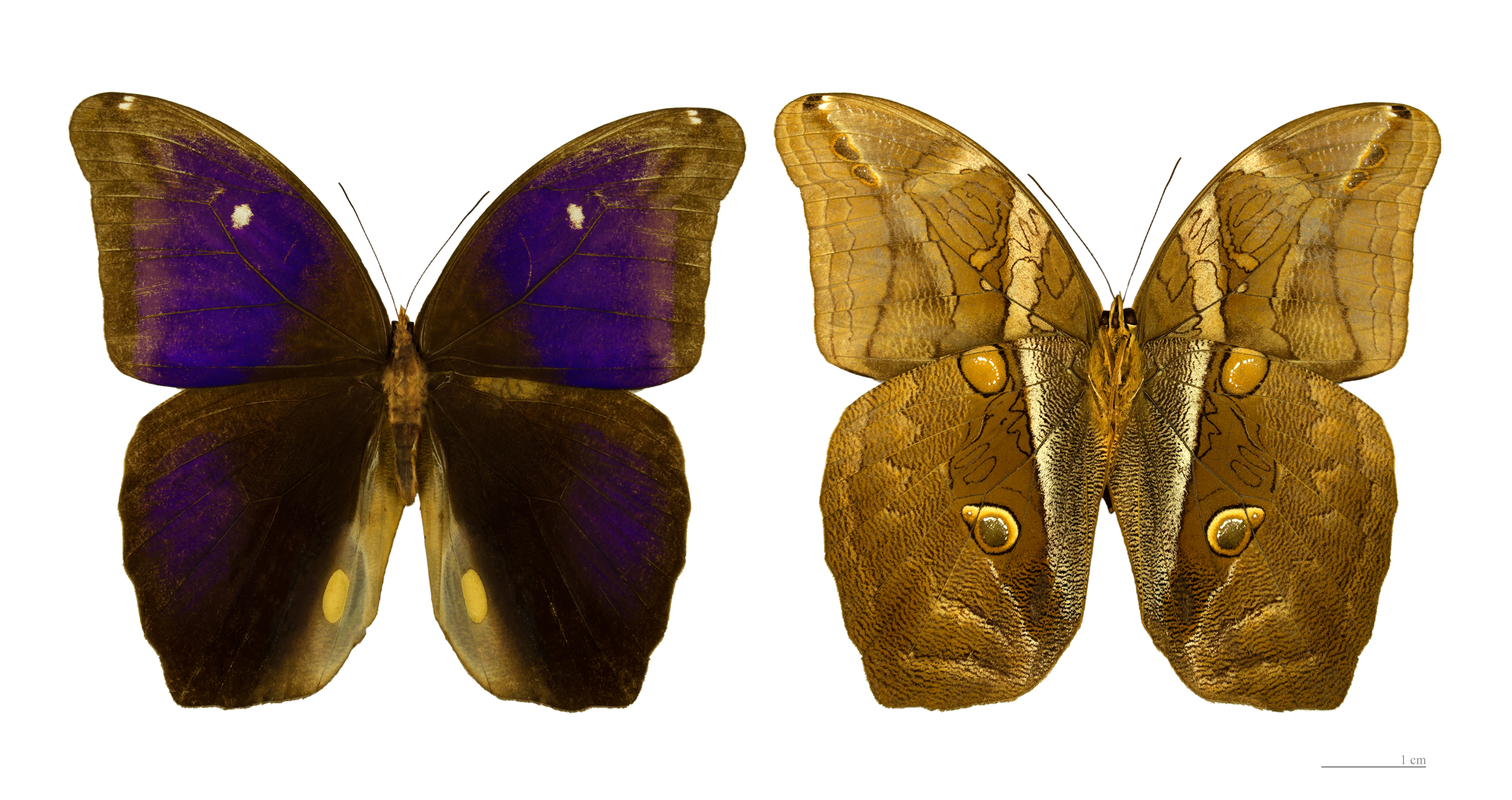
Eryphanis automedon
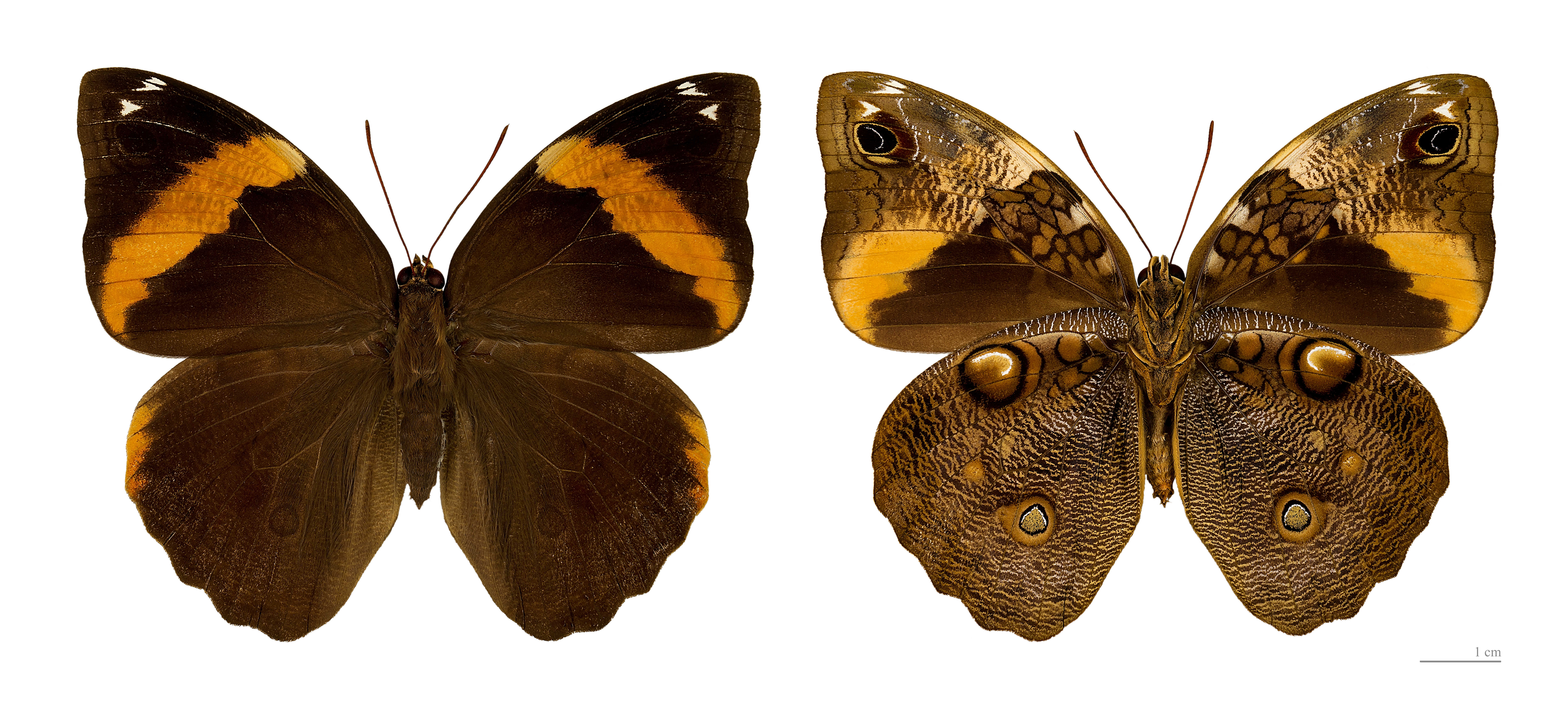
Opsiphanes cassiae
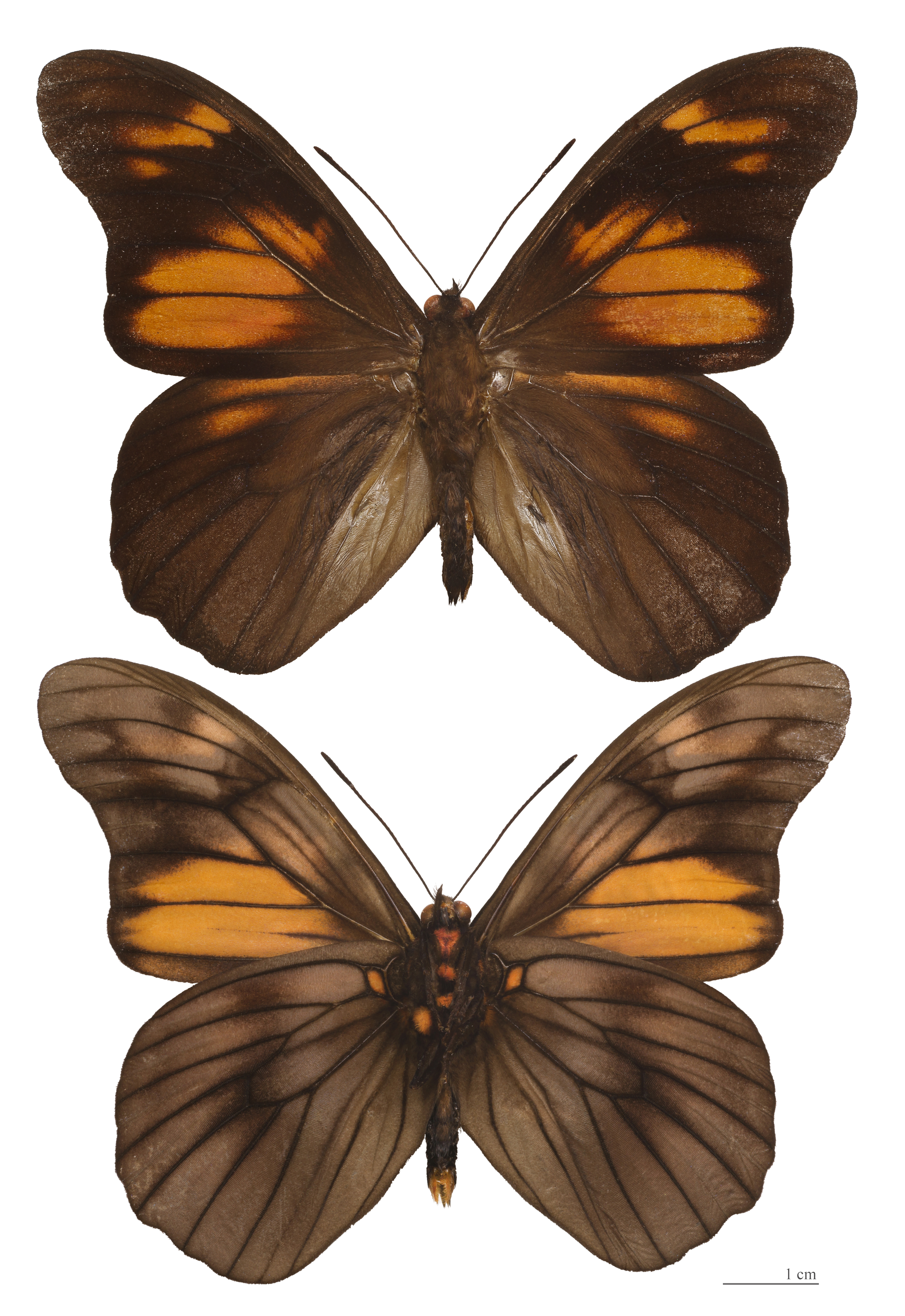
Penetes pamphanis

Sous-tribu Naropina
- Aponarope
- Narope